# Монфревиль
Монфреви́ль (фр. Monfréville) — коммуна во Франции, находится в регионе Нижняя Нормандия. Департамент коммуны — Кальвадос. Входит в состав кантона Изиньи-сюр-Мер. Округ коммуны — Байё.
Код INSEE коммуны — 14439.

## Население
Население коммуны на 2010 год составляло 108 человек.
| 1962 | 1968 | 1975 | 1982 | 1990 | 1999 | 2010 |
| ---- | ---- | ---- | ---- | ---- | ---- | ---- |
| 175  | 155  | 154  | 135  | 102  | 94   | 108  |

## Экономика
В 2010 году среди 64 человек трудоспособного возраста (15—64 лет) 53 были экономически активными, 11 — неактивными (показатель активности — 82,8 %, в 1999 году было 66,7 %). Из 53 активных жителей работали 52 человека (29 мужчин и 23 женщины), безработной была 1 женщина. Среди 11 неактивных 3 человека были учениками или студентами, 5 — пенсионерами, 3 были неактивными по другим причинам.